# Nancy Carrillo
Nancy Carrillo de la Paz (* 11. Januar 1986 in Havanna, Kuba) ist eine kubanische Volleyballspielerin. Die Mittelblockerin zählte bereits als 16-Jährige zu den besten Spielern der Weltmeisterschaft 2002.

## Karriere
Carrillo begann ihre Karriere 1995 in der Jugendmannschaft ihres Heimatvereins Ciudad Habana. Vier Jahre später kam die Mittelblockerin in die erste Mannschaft. Bereits nach einer Saison wurde sie in der kubanischen Nationalmannschaft eingesetzt. Im jungen Alter von sechzehn Jahren nahm sie im Team des amtierenden Titelträgers an der Weltmeisterschaft 2002 in Deutschland teil, bei der sie den fünften Platz erreichte und mit ihrem Service so erfolgreich war, dass sie die Auszeichnung als beste Aufschlägerin des Turniers erhielt. Bei den Olympischen Spielen 2004 gewann sie die Bronzemedaille und bei der NORCECA-Meisterschaft 2005 stand sie mit der Nationalmannschaft im Finale. Mit Erlaubnis der Regierung durfte sie in der Saison 2005/06 beim russischen Erstligisten VK Uralotschka-NTMK spielen, bevor sie wieder nach Havanna zurückkehrte. 2007 wurde sie erstmals kontinentale Meisterin und in den nächsten beiden Jahren erreichte sie das Endspiel des World Grand Prix und den dritten Rang im NORCECA-Wettbewerb. Außerdem erlangte sie weitere individuelle Auszeichnungen bei diversen Turnieren. Nach zwei Jahren Pause startete Nancy Carrillo 2011 ein Comeback in Brasilien bei São Caetano Esporte Clube. Seit 2012 spielt sie in der Schweiz bei Volero Zürich.